# Вишницкий, Алексей Иванович
Вишницкий Алексей Иванович (укр. Вишницький Олексій Іванович; 1 мая 1981, Харьков) — заслуженный мастер спорта Украины, чемпион Европы, рекордсмен Европы, 2-кратный чемпион мира по пауэрлифтингу, член сборной команды Богатырей Украины, стронгмен. Многократный победитель в составе команды среди богатырей в весе до 105 кг. Участник игры Форт Боярд в 2004 году с Богатырской командой Василия Вирастюка.

## Биография
Родился 1 мая 1981 года в г. Харькове, в семье матери — воспитателя и отца — сварщика. У Алексея есть старший брат 1975 года рождения — работает в службе МЧС Украины. В 1998 году окончил среднюю школу Харькова № 120. В 1998 году поступил в академию физической культуры и спорта Харькова, которую окончил в 2004 году, защитив магистерскую работу. В этом же году поступил в Харьковскую государственную зооветеринарную академию, которую окончил в 2009 году, получив специальность «фармацевт ветеринарной медицины».
С 2002 года и по сегодняшний день работает индивидуальным инструктором в фитнес-центре. Воспитывает дочку Ксению и сына Арсения.

## Достижения
- 2000 год — 2-е место на чемпионате Европы по юниорам.
- 2001 год — чемпион и рекордсмен Украины.
- 2001 год — чемпион и рекордсмен Европы. Место проведения Россия, Сыктывкар.
- 2001 год — стал чемпионом мира по пауэрлифтингу. Место проведения — Финляндия[2].
- 2001,2002,2003 года — лучший спортсмен города Харькова по не олимпийским видам спорта.
- 2002 год — 3-е место на чемпионате Европы по пауэрлифтингу. Место проведения Швеция.
- 2002 год — занял 3-е место на чемпионате мира по пауэрлифтингу проходивший в Словакии[3].
- 2002,2003 года — Молода людина року м. Харкова в категории спорт.
- 2003 — чемпион Украины по пауэрлифтингу.
- 2003 — лучший спортсмен Украины по пауэрлифтингу и лучший спортсмен Украины по не олимпийским видам спорта.
- 2010 год — победитель в составе команды в матче Украина-Европа среди богатырей в весе до 105 кг.
- 2011 год — победитель в составе команды в матче Украина-США среди богатырей в весе до 105 кг.

С 2003 года и по сегодняшний день — участник международных турниров по богатырским играм.

## Награды

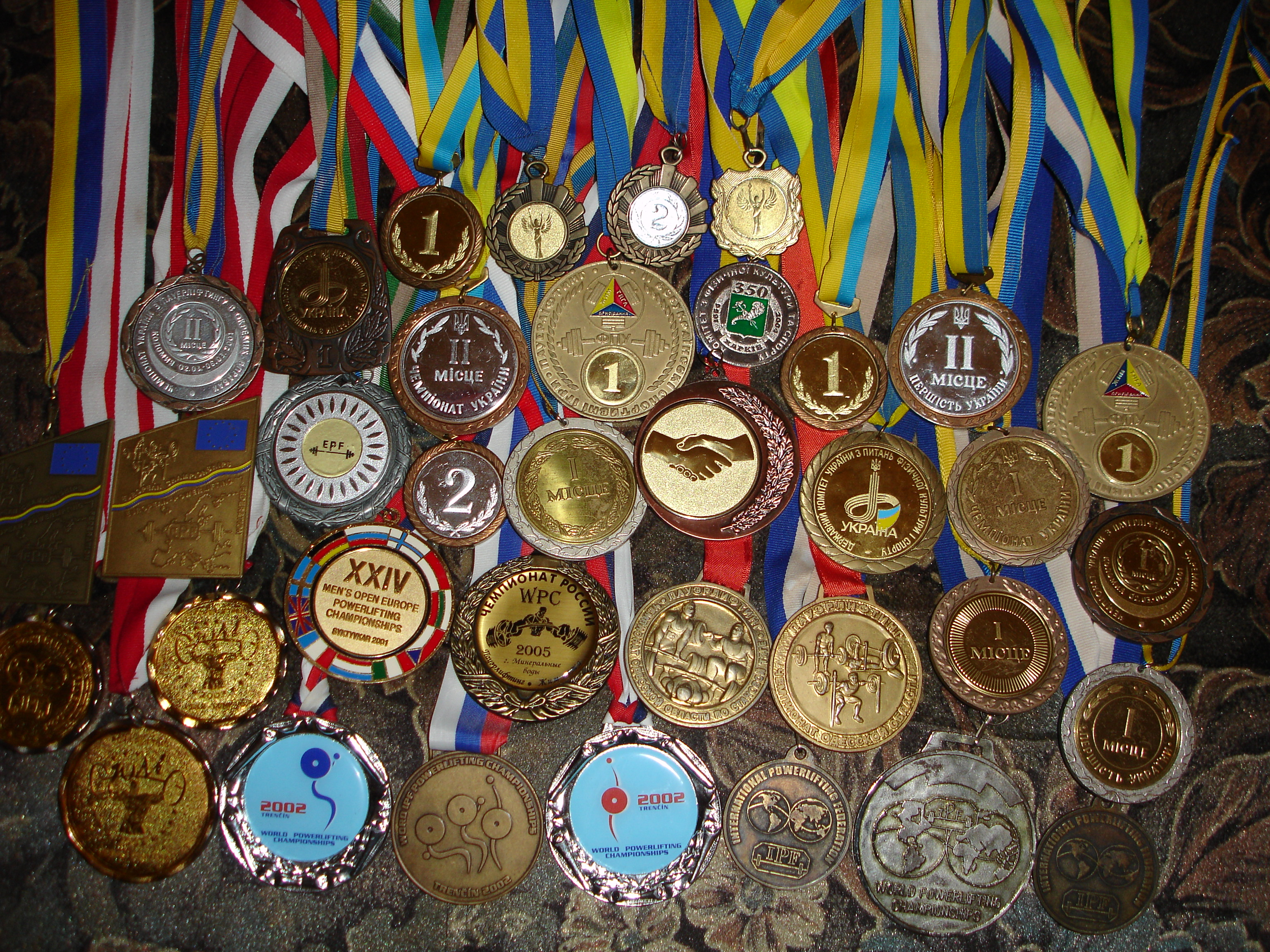
Награды Алексея

## Параметры
| Рост   | Вес    | Бедро | Грудь  | Бицепс |
| 183 см | 102 кг | 78 см | 142 см | 47 см  |

Тренер — заслуженный тренер Украины — Чернышов А. В.

## Рекорды
- 2001 год — рекорд Европы — становая тяга — 375 кг.
- 2003 год — рекорд Европы — приседание — 387 кг. Рекорд суммы — 982 кг.